# Jimmy Barry
James Curran Barry (Chicago, Illinois, 7 de marzo de 1870-Ídem, 4 de abril de 1943) fue un boxeador estadounidense. Conocido en su época como El pequeño tigre, se retiró invicto con un registro de 59-0-10, la mayor cantidad de victorias de cualquier campeón mundial de boxeo invicto.
Fue inducido al Salón Internacional de la Fama del Boxeo en 2000.

## Carrera
Nació en Goose Island, en el lado norte de Chicago, Illinois, el 7 de marzo de 1870, hijo de Garrett y Mary Barry. Aprendió a boxear en fuertes peleas escolares, pero se entrenó seriamente para la profesión a los 13 años cuando comenzó a tomar lecciones en McGurn's Handball Courts en Chicago. Pronto quedó bajo la tutela del ex aspirante al título de peso pluma Harry Gilmore, quien quedó impresionado con su poderío a dos manos y su conocimiento de los fundamentos. Gilmore, un entrenador excepcional, también tuvo como discípulo al futuro campeón de peso gallo Harry Forbes durante este período. Cuando el padre de Barry murió en 1885, Gilmore lo inició en su carrera amateur a los 15 años. En 1891, Barry noqueó a Jack Larson, que tenía más experiencia y una ventaja de peso de diez libras (4,5 kg). No mucho después de su victoria, Barry quedó bajo la dirección de Charles "Parson" Davies, quien esperaba convertir a su protegido en el nuevo campeón de peso gallo. Barry se volvió profesional con la ayuda de Davies en 1890 y luchó extensamente ese año y el siguiente, aunque muchas de sus peleas fueron exhibiciones.

## Vida después del boxeo
Según los registros de la iglesia católica, Barry se casó con Amanda Martha Claussen en Chicago el 26 de noviembre de 1902. Durante la Primera Guerra Mundial, en 1917, Barry trabajó como instructor de boxeo en Camp Gordon, al noreste de Atlanta, Georgia. Su trabajo consistía en entrenamiento físico y con bayoneta. El entrenamiento de boxeo del ejército de la Primera Guerra Mundial estuvo dirigido por varios campeones excepcionales de peso pluma y peso ligero, incluidos Benny Leonard, Packey McFarland y Johnny Kilbane. Incapaz de continuar como instructor por limitaciones físicas, abandonó el Ejército en octubre de 1918.
Después de su servicio de guerra, Barry trabajó en la oficina del secretario del condado de Cook en Chicago durante 25 años hasta que se fue debido a problemas de salud. Ocasionalmente arbitraba combates en clubes locales, probablemente para obtener ingresos adicionales. Murió en un sanatorio de Chicago el 5 de abril de 1943, tras una enfermedad que duró cuatro años y que, según una fuente, pudo haber sido tuberculosis. Después de los servicios en la iglesia de la Inmaculada Concepción, fue enterrado en el Cementerio Calvary, un cementerio católico en el suburbio de Evanston en Chicago.

## Récord profesional
Participó en 72 combates, pero oficialmente se contabilizaron 70 debido a que los otros dos restantes fueron decisiones periodísticas (en ese entonces conocido como newspaper decisions - NWS) que no se contaron en las estadísticas de victorias, derrotas o empates, independientemente del resultado final. Según el Salón Internacional de la Fama del Boxeo, Barry terminó su carrera boxística con un registro oficial de 70 combates, 59 victorias (39 por nocaut) y 0 derrotas.

### Historial de combates
| No. | Resultado    | Registro | Oponente         | Método | Tiempo        | Fecha                   | Localidad                                    | Notas                             |
| --- | ------------ | -------- | ---------------- | ------ | ------------- | ----------------------- | -------------------------------------------- | --------------------------------- |
| 72 | Empate       | 59–0–10  | Harry Harris     | PTS    | 6             | 1 de septiembre de 1889 | Star Theatre, Chicago, Illinois, EE. UU.     |                                   |
| 71 | Empate       | 59–0–9   | Gaspare Leoni    | PTS    | 20            | 29 de diciembre de 1899 | Claus Groth Hall, Davenport, Iowa, EE. UU.   | Retuvo título mundial peso gallo  |
| 70 | Empate       | 59–0–8   | Gaspare Leoni    | PTS    | 6             | 21 de noviembre de 1898 | McGurn's Handball Court, Chicago, EE. UU.    | Sorteo preestablecido             |
| 69 | Empate       | 59–0–7   | Frank Bartley    | PTS    | 4             | 31 de octubre de 1898   | McGurn's Handball Court, Chicago, EE. UU.    |                                   |
| 68 | Empate       | 59–0–6   | Jack Ritchie     | PTS    | 6             | Aug 14, 1898            | McGurn's Handball Court, Chicago, EE. UU.    |                                   |
| 67 | Empate       | 59–0–5   | Steve Flanagan   | PTS    | 6             | Jun 3, 1898             | Arena A.C., Philadelphia, EE. UU.            |                                   |
| 66 | Empate       | 59–0–4   | Gaspare Leoni    | PTS    | 20            | 30 de mayo de 1898      | Lenox A.C., New York, EE. UU.                | Retuvo título mundial peso gallo  |
| 65 | Empate       | 59–0–3   | Billy Rotchford  | PTS    | 6             | Apr 18, 1898            | Tattersall's, Chicago, EE. UU.               |                                   |
| 64 | Victoria     | 59–0–2   | Johnny Ritchie   | PTS    | 6             | Mar 26, 1898            | Chicago A.A., Chicago, EE. UU.               |                                   |
| 63 | Victoria     | 58–0–2   | Johnny Connors   | PTS    | 6             | Mar 17, 1898            | Tattersall's, Chicago, EE. UU.               |                                   |
| 62 | Victoria     | 57–0–2   | Walter Croot     | KO     | 20 (20), 2:25 | Dec 6, 1897             | National Sporting Club, Londres, Inglaterra. | Ganó título mundial vacante       |
| 61 | Victoria     | 56–0–2   | Jimmy Anthony    | PTS    | 20            | Apr 23, 1897            | Woodward's Pavilion, San Francisco, EE. UU.  | Retuvo título mundial peso gallo  |
| 60 | Victoria     | 55–0–2   | Jack Ward        | PTS    | 20            | Mar 1, 1897             | American A.C., New York, EE. UU.             | Retuvo título mundial peso gallo  |
| 59 | Empate       | 54–0–2   | Sammy Kelly      | PTS    | 20            | Jan 30, 1897            | Broadway A.C., New York, EE. UU.             |                                   |
| 58 | Victoria     | 54–0–1   | Jack Berger      | KO     | 1             | Jan 18, 1897            | Chicago, Illinois, EE. UU.                   |                                   |
| 57 | Victoria     | 53–0–1   | Harry Dally      | KO     | 2             | Jan 10, 1897            | Chicago, Illinois, EE. UU.                   |                                   |
| 56 | Victoria     | 52–0–1   | Steve Flanagan   | PTS    | 6             | Aug 10, 1896            | Caledonian A.C., Philadelphia, EE. UU.       |                                   |
| 55 | Victoria     | 51–0–1   | Joe O'Donnell    | KO     | 3             | Mar 20, 1896            | Chicago, Illinois, EE. UU.                   |                                   |
| 54 | Victoria     | 50–0–1   | Jim McGuire      | KO     | 2             | Mar 15, 1896            | Chicago, Illinois, EE. UU.                   |                                   |
| 53 | Victoria     | 49–0–1   | Young Spitz      | KO     | 8             | Feb 18, 1896            | Chicago, Illinois, EE. UU.                   |                                   |
| 52 | Victoria     | 48–0–1   | Young Lyons      | KO     | 1             | Jan 12, 1896            | Chicago, Illinois, EE. UU.                   |                                   |
| 51 | Victoria     | 47–0–1   | Jack Madden      | TKO    | 4 (20)        | Oct 21, 1895            | Empire A.C., Maspeth, New York, EE. UU.      | Retuvo título mundial peso gallo  |
| 50 | Victoria     | 46–0–1   | Jack Lynch       | NWS    | 4             | Sep 30, 1895            | Southwark A.C., Philadelphia, EE. UU.        |                                   |
| 49 | Sin decisión | 46–0–1   | Gaspare Leoni    | ND     | 4             | Aug 19, 1895            | Academy of Music, New York, EE. UU.          | No se tomó una decisión           |
| 48 | Victoria     | 46–0–1   | Dave Ross        | KO     | 2 (15)        | Jul 15, 1895            | Union Park Hall, Boston, EE. UU.             | Ganó título de peso gallo         |
| 47 | Empate       | 45–0–1   | Gaspare Leoni    | PTS    | 14 (15)       | Mar 30, 1895            | 2nd Regiment Armory, Chicago, EE. UU.        | Retuvo título mundial peso gallo  |
| 46 | Victoria     | 45–0     | Joe Bertrand     | TKO    | 6 (6)         | Mar 21, 1895            | Tattersall's, Chicago, Illinois, EE. UU.     |                                   |
| 45 | Victoria     | 44–0     | George Church    | PTS    | 8             | Nov 14, 1894            | Chicago, Illinois, EE. UU.                   |                                   |
| 44 | Victoria     | 43–0     | Gaspare Leoni    | KO     | 28            | Sep 15, 1894            | Picnic Grove, Lamont, Illinois, EE. UU.      | Retuvo título mundial 110 libras  |
| 43 | Victoria     | 42–0     | Harry Brooks     | PTS    | 4             | Jul 3, 1894             | Bradford Falls, Pensilvania, EE. UU.         |                                   |
| 42 | Victoria     | 41–0     | Jimmy Gorman     | KO     | 10            | Jun 2, 1894             | Olympic Club, New Orleans, EE. UU.           | Título mundial 102 libras         |
| 41 | Victoria     | 40–0     | Bob Costello     | TKO    | 2 (4)         | Feb 28, 1894            | Lakefront Armory, Chicago, EE. UU.           | Intervención de la policía        |
| 40 | Victoria     | 39–0     | Joe McGrath      | KO     | 3             | Feb 6, 1894             | Empire Theater, Chicago, EE. UU.             |                                   |
| 39 | Victoria     | 38–0     | Young Cransden   | KO     | 3 (8)         | Jan 22, 1894            | McGurn's Handball Court, Chicago, EE. UU.    |                                   |
| 38 | Victoria     | 37–0     | Jack Levy        | KO     | 17 (20)       | Dec 5, 1893             | Roby, Indiana, EE. UU.                       | Título mundial 100 libras         |
| 37 | Victoria     | 36–0     | Jack Fitzgerald  | NWS    | 4             | Nov 13, 1893            | Tattersall's, Chicago, EE. UU.               |                                   |
| 36 | Victoria     | 36–0     | Tom Cassidy      | KO     | 6             | Sep 9, 1893             | Chicago, Illinois, EE. UU.                   |                                   |
| 35 | Victoria     | 35–0     | Con Sheehan      | PTS    | 5             | Aug 7, 1893             | Chicago, Illinois, EE. UU.                   |                                   |
| 34 | Victoria     | 34–0     | Jimmy Shea       | TKO    | 4 (10)        | Jul 10, 1893            | Columbian Athletic Club, Indiana, EE. UU.    |                                   |
| 33 | Victoria     | 33–0     | Lou Simmons      | PTS    | 6             | Apr 5, 1893             | Chicago, Illinois, EE. UU.                   |                                   |
| 32 | Victoria     | 32–0     | Jockey Stanton   | KO     | 2             | Mar 20, 1893            | Chicago, Illinois, EE. UU.                   |                                   |
| 31 | Victoria     | 31–0     | Billy Murphy     | KO     | 1             | Feb 12, 1893            | Chicago, Illinois, EE. UU.                   |                                   |
| 30 | Victoria     | 30–0     | Dave Ross        | KO     | 2             | Jan 20, 1893            | Chicago, Illinois, EE. UU.                   |                                   |
| 29 | Victoria     | 29–0     | Bobby Quaid      | KO     | 10            | Jan 14, 1893            | Chicago, Illinois, EE. UU.                   | Ganó título del Oeste: 105 libras |
| 28 | Victoria     | 28–0     | Max Saufeldt     | KO     | 1             | Jan 8, 1893             | Chicago, Illinois, EE. UU.                   |                                   |
| 27 | Victoria     | 27–0     | Joe Gates        | PTS    | 6             | Oct 11, 1892            | Chicago, Illinois, EE. UU.                   |                                   |
| 26 | Victoria     | 26–0     | Frank Murphy     | KO     | 7             | Sep 3, 1892             | Springfield, Illinois, EE. UU.               |                                   |
| 25 | Victoria     | 25–0     | Young Moron      | KO     | 2             | Aug 8, 1892             | Chicago, Illinois, EE. UU.                   |                                   |
| 24 | Victoria     | 24–0     | Dick Reddy       | KO     | 4             | Jul 4, 1892             | Chicago, Illinois, EE. UU.                   |                                   |
| 23 | Victoria     | 23–0     | Romeo Durand     | PTS    | 4             | Jun 8, 1892             | Chicago, Illinois, EE. UU.                   |                                   |
| 22 | Victoria     | 22–0     | Kid Corbett      | PTS    | 4             | 10 de mayo de 1892      | Chicago, Illinois, EE. UU.                   |                                   |
| 21 | Victoria     | 21–0     | Jack Smith       | PTS    | 5             | Apr 3, 1892             | Chicago, Illinois, EE. UU.                   |                                   |
| 20 | Victoria     | 20–0     | Paddy Snow       | KO     | 2             | Mar 12, 1892            | Chicago, Illinois, EE. UU.                   |                                   |
| 19 | Victoria     | 19–0     | Billy Joyce      | KO     | 3             | Mar 2, 1892             | Chicago, Illinois, EE. UU.                   |                                   |
| 18 | Victoria     | 18–0     | Dan Dummy Rowan  | KO     | 4             | Feb 20, 1892            | Chicago, Illinois, EE. UU.                   |                                   |
| 17 | Victoria     | 17–0     | Billy Wellington | PTS    | 6             | Feb 1, 1892             | Chicago, Illinois, EE. UU.                   |                                   |
| 16 | Victoria     | 16–0     | Barney McCall    | PTS    | 4             | Oct 1, 1891             | Estados Unidos de América                    |                                   |
| 15 | Victoria     | 15–0     | Tom Cassidy      | PTS    | 6             | Sep 1, 1891             | Estados Unidos de América                    |                                   |
| 14 | Victoria     | 14–0     | Jockey Sloane    | KO     | 3             | 24 de agosto de 1891    | Estados Unidos de América                    |                                   |
| 13 | Victoria     | 13–0     | Jack Miller      | PTS    | 4             | Aug 10, 1891            | Estados Unidos de América                    |                                   |
| 12 | Victoria     | 12–0     | Shorty Cleveland | PTS    | 3             | Aug 6, 1891             | Ducat's Hall, Evanston, EE. UU.              |                                   |
| 11 | Victoria     | 11–0     | Al Newman        | KO     | 1             | Aug 1, 1891             | Estados Unidos de América                    |                                   |
| 10 | Victoria     | 10–0     | Young Lyons      | KO     | 1             | Jul 30, 1891            | Estados Unidos de América                    |                                   |
| 9 | Victoria     | 9–0      | Jack Kelly       | KO     | 1             | Jul 20, 1891            | Estados Unidos de América                    |                                   |
| 8 | Victoria     | 8–0      | Jack Ghetlain    | KO     | 1             | Jul 10, 1891            | Estados Unidos de América                    |                                   |
| 7 | Victoria     | 7–0      | Joe Gates        | KO     | 2 (6)         | Jun 24, 1891            | McGurn's Handball Court, Chicago, EE. UU.    |                                   |
| 6 | Victoria     | 6–0      | Joe O'Leary      | KO     | 3             | 1 de mayo de 1891       | Estados Unidos de América                    |                                   |
| 5 | Victoria     | 5–0      | Tom Cassidy      | KO     | 2             | Apr 20, 1891            | Battery D Armory, Chicago, EE. UU.           |                                   |
| 4 | Victoria     | 4–0      | Dick Ward        | KO     | 3             | Feb 1, 1891             | Estados Unidos de América                    |                                   |
| 3 | Victoria     | 3–0      | Fred Larson      | KO     | 1 (4)         | Jan 1, 1891             | Estados Unidos de América                    |                                   |
| 2 | Victoria     | 2–0      | Al Shrosbree     | PTS    | 4             | Apr 28, 1890            | Casino Gymnasium, Chicago, EE. UU.           |                                   |
| 1 | Victoria     | 1–0      | Spud Murphy      | PTS    | 4             | Jan 27, 1890            | Chicago, Illinois, EE. UU.                   | Debut profesional                 |
| - Nota: KO (nocaut); TKO (nocaut técnico); PTS (puntos); NWS (decisión de un periódico); ND (sin decisión). - Nota: toda la información sobre las estadísticas tomada de BoxRec. |              |          |                  |        |               |                         |                                              |                                   |